# Monalocorisca granulata
Monalocorisca granulata är en insektsart som beskrevs av William Lucas Distant 1884. Monalocorisca granulata ingår i släktet Monalocorisca och familjen ängsskinnbaggar. Inga underarter finns listade i Catalogue of Life.